# 1661年臺灣
|        | 臺灣歷史 \| 台灣歷史年表 |
| 世纪： | 16世纪臺灣 \| 17世纪臺灣 \| 18世纪臺灣 |
| 年代： | 1630年代臺灣 \| 1640年代臺灣 \| 1650年代臺灣 \| 1660年代臺灣 \| 1670年代臺灣 \| 1680年代臺灣 \| 1690年代臺灣                                           |
| 年份： | 1656年臺灣 \| 1657年臺灣 \| 1658年臺灣 \| 1659年臺灣 \| 1660年臺灣 \| 1661年臺灣 \| 1662年臺灣 \| 1663年臺灣 \| 1664年臺灣 \| 1665年臺灣 \| 1666年臺灣 |
| 纪年： | 辛丑年（牛年）、荷蘭東印度公司統治臺灣37周年 |

1661年臺灣這年是荷蘭東印度公司於臺南開啟荷蘭統治時期的第三十八年。也是鄭成功率軍攻打臺灣的那一年，次年荷蘭東印度公司投降，臺灣進入明鄭時期。

## 政府

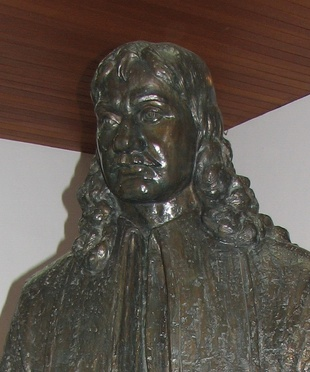
臺灣長官：揆一

## 大事記
- 5月2日（四月初四）：貓難實叮投降，鄭軍攻佔普羅民遮城[1]:13。
- 5月29日（五月初二）：根據楊英《從征實錄》記載，鄭成功於此日宣布赤嵌地方改為東都明京，設承天府、天興縣、萬年縣，改臺灣（今臺南市安平區舊聚落一帶）為安平鎮[1]:13。